# هستری کلوته
هستری کلوته (انگلیسی: Hestrie Cloete؛ زادهٔ ۲۶ اوت ۱۹۷۸) ورزشکار پرش ارتفاع اهل آفریقای جنوبی بود.